# Poienești
Poienești is een Roemeense gemeente in het district Vaslui.
Poienești telt 3211 inwoners.